# Società di copertura
Una società di copertura è nel diritto un soggetto esercente attività di impresa di facciata atta a nascondere e tutelare una o più attività o illegali o legate all'economia sommersa.
Il crimine organizzato, soprattutto Cosa nostra e i gruppi ad essa ispirati quali Camorra, 'Ndrangheta e Sacra corona unita, con le rispettive ramificazioni internazionali, è tra i soggetti che maggiormente fanno ricorso a tale tipologia di impresa, soprattutto come strumento per il riciclaggio di denaro sporco. Anche i servizi segreti si affidano spesso a società di copertura, come dimostrato ad esempio dalle operazioni avvenute negli anni sessanta e settanta in cui fu coinvolta la Air America, compagnia aerea controllata dalla CIA.